# Jenny Rosemeyer

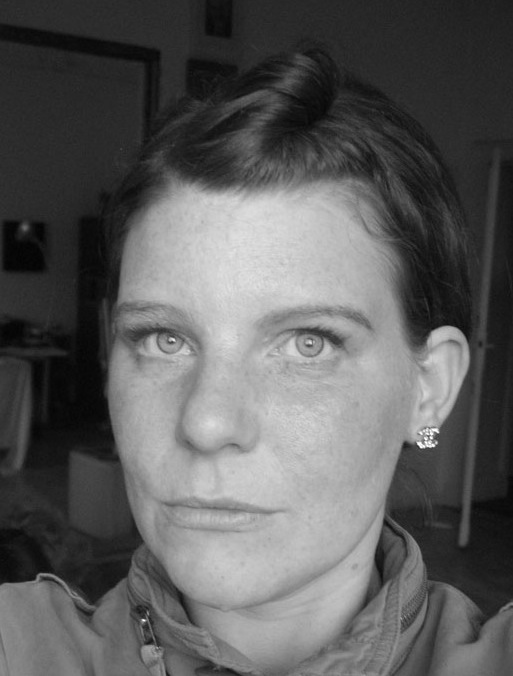
Jenny Rosemeyer (2006)

Jenny Rosemeyer (* 1974 in Ost-Berlin) ist eine deutsche bildende Künstlerin, die überwiegend mit Fotocollagen arbeitet.

## Leben
Jenny Rosemeyer wurde 1974 in Ost-Berlin geboren. Als Teenager war Rosemeyer an Kunstprojekten im Berliner Tacheles beteiligt. Während dieser Zeit entwarf sie mehrere Geldscheine für die Kunstaktion „Knochengeld-Experiment – Künstler machen Geld“.
Zwischen 1994 und 2002 studierte Rosemeyer Malerei und Grafik an der Hochschule für Bildende Künste (HfBK) in Dresden und an der Columbia University in New York. Ab 2002 war sie Meisterschülerin bei Ralf Kerbach (HfBK), mehrere Studienaufenthalte brachten sie u. a. nach Tokio und Nordkorea. Sie lebt in Berlin.
Sie ist eine Ur-Enkelin von Otto Grotewohl und mit Christian Lorenz, dem Keyboarder der Band Rammstein, verheiratet.

## Arbeitsweise
Als Bildvorlagen für die Collagen dienen Rosemeyer hauptsächlich selbstgemachte Fotos verschiedener Motive, wie zum Beispiel Gebäude und Architekturdetails, Gegenstände, Landschaften, Filmkulissen, Spielzeug, Modelle, Schriften, Printmedien, aber auch Abbildungen eigener Installationen oder bereits erstellter Collagen. Von diesen Vorlagen werden s/w-Fotoabzüge hergestellt. Bei diesen Reproduktionen ändert Rosemeyer oft die realen Größenverhältnisse der abgebildeten Motive. Die eigentliche Bildaussage entsteht durch die Verschmelzung unterschiedlicher Ebenen aus Fotografien und Reproduktionen zu einem abschließenden Bildträger. In den 2010er Jahren entstanden auch einige farbige Collagen.

## Stipendien
- 2007 Arbeitsstipendium der Kulturverwaltung des Berliner Senats
- 2007 Reisestipendium Nordkorea, Senatsverwaltung für Kultur, Berlin
- 2002 Philip Morris Kunstförderung New York / Columbia University New York
- 2001 Arbeitsstipendium der Kulturstiftung des Freistaates Sachsen
- 2000 Reisestipendium der Studienstiftung des deutschen Volkes für New York
- 1999 Studienstiftung des deutschen Volkes

## Einzelausstellungen
- 2008 PYONGYANG//PJÖNGJANG – Künstlerhaus Bethanien, Berlin
- 2007 Das Ende vom Lied – magnus müller temporary, Berlin
- 2006 ...und sehnsüchtig gleiten die ballone rund um die welt – Projektraum Berlin
- 2004 Goldbrand – Koch und Kesslau, Berlin
- 2002 fennpfuhl°launen der sonne – Oktogon, HfbK Dresden
- 2001 ...and now we dance – Prentis Columbia University, New York

## Gruppenausstellungen
(Auswahl)
- 2011 informellnatur – Galerie Sabine Knust, München
- 2011 Alptraum/Nightmare – Los Angeles, Berlin, London
- 2009 Veto – Zeitgenössische Positionen in der deutschen Fotografie –  Deichtorhallen, Hamburg[4]
- 2009 access all area – Galerie Max Hetzler, Berlin[5]
- 2009 BERLIN2000 – Gallery Pace Wildenstein, New York[6]
- 2008 Eurasia – MART, Rovereto
- 2007 Wenn der Sonnentau... – Staatliche Kunstsammlungen Dresden
- 2007 Förderkohle – Neuer Berliner Kunstverein, Berlin
- 2007 Aus-Räumen – Dieselkraftwerk, Brandenburgische Kunstsammlungen Cottbus
- 2005 Erste Haut (mit A. Hauswolf, B. Edwards, M. Boyce, O. Holzapfel, S. Hulten) –  Galerie Gebrüder Lehmann, Dresden
- 2005 Global Recycling (m. Manfred Peckl und Doug Fishbone) Galerie magnus müller temporary, Berlin
- 2003 4-VIER (mit O. Holzapfel, L. Junghanß, T. Böttger) – Leonhardi-Museum, Dresden
- 2003 7 positionen°ausgesucht von Thomas Scheibitz – Koch und Kesslau, Berlin

## Kataloge
(Auswahl)
- 2009 Berlin2000 (Ausstellungskatalog) – Pace Wildenstein, New York
- 2008 Hab und Gut – Berlin
- 2005 Vogue Dessau – Berlin
- 2006 ...und sehnsüchtig gleiten die Ballone rund um die Welt (Ausstellungskatalog) – Edition Fink, Zürich
- 2002 Circles Circles °5 Montana Sacra (Ausstellungskatalog) – ZKM Karlsruhe
- 2001 fennpfuhl°launen der sonne – Philip Morris Kunstförderung

## Sammlungen
(Auswahl)
- Sammlung des Deutschen Historischen Museums, Berlin[2]
- Sammlung Deutsche Bank, Frankfurt am Main[7]
- Montblanc Kulturstiftung, Hamburg
- Staatliche Kunstsammlungen Dresden[8]
- Sammlung Neuer Berliner Kunstverein, Berlin[9]